# Monumento a la Constitución de Turkmenistán
El Monumento a la Constitución de Turkmenistán (en turcomano: Türkmenistanyň Konstitusiýa binasy) es un monumento situado en Asjabad, Turkmenistán. La altura total del centro es de 185 metros, siendo el segundo edificio más alto de Turkmenistán. El monumento está decorado con mármol. Construido en honor a la Constitución de Turkmenistán. Fue edificado entre los años 2008 y 2011 en la avenida Archabil, por la empresa turca de construcción "Polimeks". Dentro del complejo hay un museo, una sala de conferencias, una biblioteca, una tienda de regalos y una cafetería.